# Лермонтовский музей при Николаевском кавалерийском училище
Лермонтовский музей при Николаевском кавалерийском училище (1883 — 1917)  — первый музей, посвященный М. Ю. Лермонтову, и второй литературный музей России (после Пушкинского музея Императорского Александровского лицея, основанного в 1879 году). Лермонтовский музей был открыт в Санкт-Петербурге в 1883 году по адресу Новопетергофский проспект, д. 54, куда в 1839 году переехала Школа юнкеров, в которой в 1832—1834 годах учился М. Ю. Лермонтов.

## История создания Лермонтовского музея
Инициатива создания Лермонтовского музея принадлежала барону А. А. Бильдерлингу – начальнику Николаевского кавалерийского училища. В 1880 году он выступил с предложением об организации при училище музея выдающегося поэта и воспитанника училища М. Ю. Лермонтова, где было бы собрано всё, относящееся к поэту. 31 декабря 1880 года училище получило разрешение на создание музея от военного министра Д. А. Милютина. С этого времени начинается масштабная работа по формированию музейного собрания и собиранию средств на нужды будущего музея.
Идея открытия Лермонтовского музея была поддержана представителями литературной общественности –  М. И. Семевским, П. А. Ефремовым, П. А. Висковатовым, А. А. Краевским. Они видели в будущем Лермонтовском музее не только место увековечивания памяти поэта, но и центр зарождавшегося лермонтоведения. Об этом свидетельствует важнейшее направление работы музея, особенно активно проводившееся в первые годы его существования – сбор печатных материалов: отечественных и зарубежных изданий, относящихся к М. Ю. Лермонтову.
Существенный вклад в формирование музейного собрания сделали Шан-Гиреи, в частности А. П.Шан-Гирей  – троюродный брат и близкий друг М. Ю. Лермонтова.  Начиная с 1880 года, А. П. Шан-Гирей вёл активную переписку с А. А. Бильдерлингом.
Значительная роль в формировании собрания Лермонтовского музея принадлежала семейству Столыпиных (родственников М. Ю. Лермонтова по линии бабушки).
К открытию Лермонтовского музея А. А. Бильдерлинг выпустил печатный каталог, отразивший состав коллекций музея на 1883 год. Согласно каталогу на 1883 год музей располагал обширным собранием автографов, портретов и личных вещей поэта (всего 705 единиц хранения). Каталог систематизирован по видам коллекций на 16 отделов, крупнейшие из которых – художественный и печатные отделы.
Закономерным итогом активной собирательской работы музея стало формирование крупнейшего собрания печатных и рукописных лермонтовских материалов. Благодаря деятельности музея лермонтоведам стал доступен массив, не исследованных ранее и не введенных в научных оборот рукописей и автографов поэта. На основе материалов Лермонтовского музея стала активно проводиться научно-исследовательская работа.

## История деятельности Лермонтовского музея
Первый Лермонтовский музей в России открылся в стенах Николаевского кавалерийского училища 18 декабря 1883 года в торжественной обстановке в присутствии руководства, преподавателей, воспитанников училища, товарищей М. Ю. Лермонтова, в частности А. И. Арнольди, а также представителей литературной общественности – М. И. Семевского, А.  А.  Краевского, М. М. Стасюлевича, А. Н. Пынина, В. П. Гаевского и многих других. Открытие Лермонтовского музея широко освещалось в периодической печати (газеты «Новое время», «Московские ведомости» и т.д.). А. А. Бильдерлинг, подводя итоги открытию музея, писал: «Вслед за открытием музея, почти во всех газетах и журналах появились статьи о Лермонтовском музее. В дни, назначенные для осмотра музея, публика продолжает собираться, с интересом осматривая собранные коллекции. Литераторы, художники приходят работать».
Обзор экспозиции Лермонтовского музея представлен в «Путеводителе по Санкт-Петербургу» от 1903 года. Согласно путеводителю экспозиция музея располагалась в одном сводчатом зале на третьем этаже училища. Предметы были систематизированы по виду: в отдельных витринах были представлены рукописи и личные вещи поэта. На специальных вращающихся подставках в углах зала помещались сопроводительные материалы к экспозиции: фотографии и рисунки мест, имеющих отношение в жизни М. Ю. Лермонтова, а также иллюстрации к произведениям поэта. Своеобразной доминантой экспозиции являлся бюст М. Ю. Лермонтова, располагавшийся в середине зала. При составлении экспозиции основатели музея придерживались классического для XIX века метода экспонирования предметов – коллекционного метода. Однако по характеру представленных предметов экспозицию Лермонтовского музея следует определить как мемориальную. В декабре 1915 года Лермонтовский музей был перемещен в новое помещение бывшей юнкерской столовой на первом этаже училища. По мнению руководства училища, это помещение было более подходящим для расположения музейной экспозиции, поскольку имело отдельный вход с улицы и было удобно для посещения публикой.
В 1912 году скончался бывший начальник училища А. А. Бильдерлинг. Смерть А. А.  Бильдерлинга существенно сказалась на работе Лермонтовского музея. Ещё при жизни А. А. Бильдерлинга должность хранителя Лермонтовского музея занял полковник В. В. Граве, о котором современники оставили противоречивые воспоминания. В. Э. Мейерхольд, посетивший музей в 1911 году, писал жене: «  <…>  Целый ряд сокровищ – и как небрежно берегутся эти сокровища. Помещается музей в Николаевском кавалерийском училище. Заведует им какой-то полковник Граве. Человек крайне ограниченный и совершенно индифферентный к тем сокровищам, которые под его руками».
С 1912 года наряду с Лермонтовским музеем в училище начал функционировать Исторический музей, основанный генерал-майором Е.  К.  Миллером. Руководство училища всерьез занялось развитием Исторического музея, при этом значение Лермонтовского музея как главного музея училища и ведущего лермонтоведческого центра постепенно нивелировалось. Научно-исследовательская деятельность при музее практически прекратилась с началом Первой мировой войны. Экспозиционное пространство Лермонтовского музея стало использоваться как орудие патриотической пропаганды среди юнкеров. В данный период Лермонтовский музей оказался второстепенным по отношению к Историческому музею. Фигура М. Ю. Лермонтова встала в один ряд с личностями других значимых выпускников училища. При этом внимание посетителя Лермонтовского музея прежде всего акцентировалась на образе М. Ю. Лермонтова-патриота и военного, а не поэта.
Политика начальства училища в отношении музеев нашла свое отражение в изданиях «Известий Лермонтовского и Исторического музеев». В первом номере «Известий» от 1916 года первый пункт «Положения о Лермонтовском и Историческом музеях» гласит: «Создание Лермонтовского и Исторического музеев имеет целью сосредоточить в стенах училища материалы <…>, касающиеся непосредственно Училища, его воспитанников и служащих, а также напоминающих молодёжи о тех их старших товарищах, которыми училище особенно в праве гордиться».
Управление Лермонтовским и Историческим музеями осуществлялось комитетом, членами которого могли быть только сотрудники и учащиеся училища. Деятельность Лермонтовского музея определялась и контролировалась исключительно руководством училища. Посторонние лица и литературная общественность, особенно заинтересованная в дальнейшем проведении научных исследований в Лермонтовском музее, с этого времени были вправе осуществлять только денежные пожертвования или присутствовать на заседаниях комитета с правом совещательного голоса. Кроме того, музеи существовали на частные пожертвования членов-ревнителей и членов-сотрудников музея, в основном из военного сословия, не получая государственного финансирования. После образования специального музейного комитета Лермонтовский музей стал полностью подконтролен военному ведомству.
В годы Первой мировой войны деятельность Лермонтовского музея была ориентирована строго на воспитанников училища, тогда как посещение музея посторонними лицами могло осуществляться лишь в определенное время и определенные дни. Однако воспоминания, оставленные выпускниками училища, свидетельствуют, что большая часть юнкеров не была заинтересована в посещении музея. В этой связи показательно воспоминание А. Баженова: «Чтением книг славные гвардейцы не увлекались. Несмотря на царивший в школе культ Лермонтова, музей его имени почти не посещался ими». Одно из последних важных событий в истории Лермонтовского музея – торжественное открытие памятника М. Ю. Лермонтову ко дню рождения поэта в 1914 году. Однако в течение Первой мировой войны на территории училища были воздвигнуты памятники и другим известных выпускникам училища: М. П. Мусоргскому, П. П. Семенову-Тян-Шанскому, Н. П. Слепцову.
Лермонтовский музей при Николаевском кавалерийском училище прекратил своё существование в октябре 1917 года, когда училище по решению революционного правительства большевиков было расформировано. Собрание закрытого Лермонтовского музея практически полностью было передано в Пушкинский Дом, где и находится по настоящее время.